# Белово (Русија)
Белово (рус. Белово) град је у Русији у Кемеровској области. Према попису становништва из 2010. у граду је живело 76.752 становника.

## Становништво
Према прелиминарним подацима са пописа, у граду је 2010. живело 76.752 становника, 5.673 (6,88%) мање него 2002.
| 1939.  | 1959.   | 1970.   | 1979.   | 1989.  | 2002.  | 2010.  |
| ------ | ------- | ------- | ------- | ------ | ------ | ------ |
| 43.310 | 106.894 | 108.209 | 111.819 | 93.108 | 82.425 | 76.764 |